# پرنده‌بالان
پرنده‌بالان (نام علمی: Avialae) یک کلاد شامل پرندگان و نزدیکترین خویشاوندان دایناسورها هستند. در رابطه با تکامل نژادی دایناسورها و پرندگان مباحث زیادی وجود دارد و مطالعات مختلف نتایج مختلفی ارائه می‌دهند. گروه پرنده‌سانان بسته به نوع تعریف و دسته‌بندی، می‌تواند شامل زیرگروه‌های متفاوتی باشد. شامل شدن یا مستثنی شدن کهن‌بال (آرکئوپتریکس) از گروه پرندگان تأثیر زیادی روی زیرگروه‌های پرنده‌سانان دارد.